# Ramiz Bisha
Ramiz Bisha (* 21. November 1967) ist ein ehemaliger albanischer Fußballspieler.

## Karriere

### Verein
Bisha wechselte zur Zeit des politischen Umbruchs in Albanien ins benachbarte Ausland nach Jugoslawien zu FK Budućnost Podgorica. Später kehrte er zum albanischen Verein KS Vllaznia Shkodra zurück. Mit Vllaznia gewann er in der Saison 1991/92 die albanische Meisterschaft. In der Saison 1992/93 absolvierte er elf Spiele für Vllaznia und erzielte dabei zwei Tore.

### Nationalmannschaft
Sein Debüt für die albanische Nationalmannschaft gab Bisha am 11. November 1992 in einem WM-Qualifikationsspiel gegen Lettland in Tirana, als er in der zweiten Halbzeit für Besnik Prenga eingewechselt wurde. Dieses Spiel blieb sein einziges Länderspiel für Albanien.